# Али Систани
Али́ аль-Хусейни́ ас-Систа́ни (араб. علي الحسيني السيستاني‎, перс. علی حسینی سیستانی‎; 4 августа 1930, Мешхед, Иран), также известный как Аятолла́ Систа́ни — ирано-иракский двунадесятный-шиитский аятолла и марджа’. Наиболее известный из современных великих аятолл, духовный вождь шиитов Ирака, играющий важную политическую роль.

## Биография
Родился 4 августа 1930 года в Мешхеде (Иран). Закончил религиозную школу в Куме, а в 1952 г. для углубления образования переехал в иракский эн-Наджаф. Стал авторитетным религиозным наставником после смерти аятоллы Абулькасима Хои в 1992 г., получив в наследство от него огромную сеть верующих и религиозной собственности. Проживает в Ираке.
Был одним из кандидатов на получение Нобелевской премии мира. Возможно, ему помешало то, что от его имени в 2006 году была издана фетва, в которой призывалось преследовать гомосексуалистов «наиболее жестоким способом», хотя она была отозвана как ошибочно изданная помощником имама.